# Abraham Vourloud
Abraham N. Vourloud (* 11. November 1819 in Roche; † 17. Februar 1885 ebenda; heimatberechtigt ebenda und in Ormont-Dessous) war ein Schweizer Landwirt, Richter und Politiker.

## Leben
Vourloud war Landwirt und von 1849 bis 1859 Gemeindepräsident von Roche. In den Jahren 1858/1859 war er Richter am Bezirksgericht und am Polizeigericht des Bezirks Aigle. Anschliessend war er bis 1879 der Präfekt von Aigle. In der Schweizer Armee hatte er den Rang einer Majors.
Von 1854 bis 1857 und in den Jahren 1880/1881 sass er als Unabhängiger im Waadtländer Grossrat. Am 18. Februar 1877 wurde er als Nachfolger von Louis Berdez für den Wahlkreis Waadt-Ost in den Nationalrat gewählt. Weil er 1878 für den Gotthardkompromiss stimmte, wurde er nicht mehr wiedergewählt.